# Cardiff University Futsal Club
Cardiff University Futsal Club – walijski klub futsalowy z siedzibą w mieście Cardiff, obecnie występuje w najwyższej klasie rozgrywkowej Walii. Jest sekcją futsalu klubu sportowego Cardiff Metropolitan University F.C.

## Sukcesy
- Mistrzostwo Walii (3): 2013/14, 2015/16, 2017/18
- Puchar Walii (3): 2014/15, 2015/16, 2017/18